# Szárkő-hegység
A Szárkő-hegység (románul: Munții Țarcu) a Déli-Kárpátok nyugati részén található. A térképen egy eldőlt, egyenlő szárú háromszögre hasonlít, melyet nyugaton a Temes völgye választ el a Szemeniktől, északon a Bisztra a Ruszka-havastól, délen a Hideg patak a Godjántól és a Csernai-havasoktól, keleten a Sesz és a Nagy patakok a Retyezáttól.
Völgyeiben számos tavat, tengerszemet találunk. Mesterséges tavak a Gura Apei-tó (Lacul Gura Apelor) és az Almafatelepi-tó (Lacul Poiana Mărului).
A Kis-havas (Muntele Mic) nevű 1802 m magas  északnyugati részén sípályák üzemelnek.

## Legmagasabb hegycsúcsok
- Căleanu (2199 m)
- Vf. Pietrii (2192)
- Szárkő (2190 m)
- Bodea (2169 m)
- Bloju (2162 m)
- Nedeia (2150 m)
- Boicu (2123 m)